# بايك سونج دونج
بايك سونج دونج (13 أغسطس 1991 غوانغجو كوريا الجنوبية - ) هو لاعب كرة قدم كوري جنوبي، يلعب كلاعب وسط.

## روابط خارجية
- بايك سونج دونج على موقع الاتحاد الدولي (مؤرشف)  (الإنجليزية)
- بايك سونج دونج على موقع رابطة كرة القدم اليابانية للمحترفين (اليابانية)
- بايك سونج دونج على موقع دوري كوريا الجنوبية (الإنجليزية)
- بايك سونج دونج على موقع قاعدة بيانات كرة القدم.إي يو (الإنجليزية)
- بايك سونج دونج على موقع ناشيونال فوتبول تيمز (الإنجليزية)
- بايك سونج دونج على موقع Soccerway.com (الإنجليزية)
- بايك سونج دونج على موقع عالم كرة القدم.نت (الإنجليزية)
- بايك سونج دونج على موقع أوليمبيديا (الإنجليزية)